# لورتا گوجی
لورتا گوجی (ایتالیایی: Loretta Goggi؛ تلفظ [loˈretta ˈɡɔddʒi]؛ زادهٔ ۲۹ سپتامبر ۱۹۵۰) خواننده، بازیگر و مجری اهل ایتالیا است. برخی ترانه‌های او، واردِ جداول موسیقی پاپ ایتالیا شده‌اند. مشهورترین ترانۀ او «بهار لعنتی» نام دارد. او به‌همراه خواهرش دانیلا گوجی، که او نیز هنرمند است، گروه موسیقی دیسکوی «خواهران گوجی» را بنیان گذاشت. این دو نفر در اواخر دهه ۱۹۷۰ در بازارهای لاتین به موفقیت دست یافتند.
از فیلم‌هایی که وی در آن نقش داشته‌است، می‌توان به ستارگان پائین را می‌نگردند، من او را خوب می‌شناختم، زن کولی و زن‌ها دیوانه‌ام می‌کنند اشاره کرد.